# Теракт в Кербелі (2019)
20 вересня 2019 року в мікроавтобусі поблизу Кербели, Ірак, вибухнула бомба, загинуло 12 мирних жителів ще п'ятьох було поранено. Теракт був найбільшим нападом на мирних жителів з часу громадянської війни в Іраку (2014—2017).
Невідомий чоловік сів у мікроавтобус у південному іракському місті Кербела, вийшовши трохи пізніше, залишив за собою сумку. Яка вибухнула незабаром після, убивши 12 і поранивши п'ятьох людей. Підозрюваний пізніше був заарештований, а ІДІЛ взяли на себе відповідальність.